# Sevilha (província)
A província de Sevilha é uma das oito províncias da comunidade autónoma da Andaluzia, Espanha. Faz fronteira com as províncias de Málaga, Cádis, Huelva, Badajoz e Córdova. Sua capital é Sevilha.
Tem 104 municípios Possui uma extensão de 14 001 km² e 2005 tinha 1 811 177 habitantes (densidade: 129,4 hab./km²). Cerca de 40% de sua população habita na capital.